# Honorat II. de Savoie, marquis de Villars

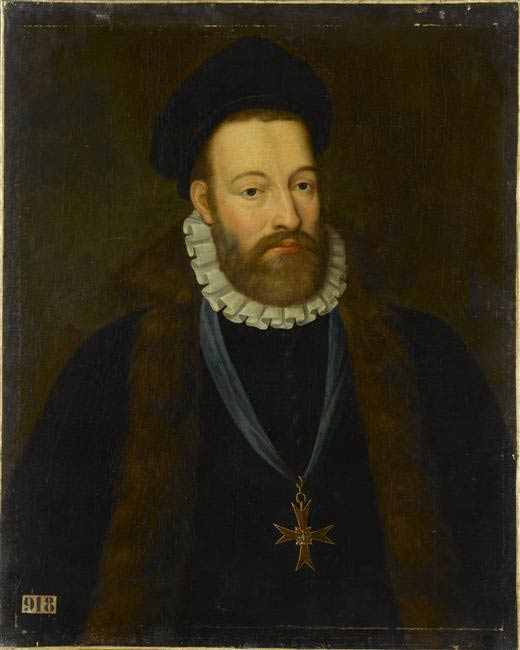
Honorat II de Savoie, Marquis de Villars, Amiral de France 1569, Musée historique de Versailles 1834.

Honorat II. de Savoie, marquis de Villars (* 4. Juni 1511; † 20. September 1580 in Le Grand-Pressigny) war ein Maréchal de France und Amiral de France (Admiral von Frankreich) aus dem Haus Savoyen.

## Leben
Er war der Sohn von René de Savoie, genannt der Bastard von Savoien, Comte de Villars, Grand Maître de France, und der Anne Lascaris, Comtesse de Tende.
Er begleitete 1552 König Heinrich II. auf dessen Reise durch Lothringen und war im folgenden Jahr an der Befreiung der vom Fürsten von Piémont belagerten Stadt Hesdin beteiligt. Am 10. August 1557 wurde er in der Schlacht bei Saint-Quentin verwundet, was ihn aber nicht daran hinderte, die von den Spaniern belagerte Stadt Corbie mit Verstärkung zu versorgen.
Im Gefolge von König Charles IX. nahm er an dessen großer Rundreise durch Frankreich (Grand tour de France) teil und organisierte die Zusammenkunft der Großen Frankreichs (Assemblée des Grands de France), die im folgenden Jahr in Moulins stattfand.
Er kämpfte mit großer Energie gegen die Hugenotten, so in der Schlacht bei Saint-Denis und in der Schlacht bei Moncontour.
Im Jahre 1540 heiratete er Jeanne Françoise de Foix († 1542), Tochter von Alain de Foix und der Françoise de Montpezat, Vicomtesse de Castillon, was ihm die Vicomté (Vizegrafschaft) von Castillon-sur-Dordogne, die Baronien von Montpezat, Aiguillon, Madaillon, Sainte-Livrade und noch einiges andere an Besitz einbrachte. Sie hatten nur eine Tochter, Henriette de Savoie-Villars († 1611).
Im Jahre 1565 wurde Villars ihm zur Gunst als Nebenlinie des Hauses Savoyen zum Marquisat erhoben.
1570 wurde er als Nachfolger des Blaise de Monluc zum Lieutenant-général du Roi des Guienne ernannt.
Der König belohnte ihn für seine Verdienste, indem er ihn 1571 zum Maréchal de France ernannte. Nach dem Tod von Gaspard II. de Coligny erhielt er 1572 auch dessen Titel eines „Amiral de France et des Mers du Levant“ (Admiral von Frankreich und der levantischen Meere).
Als Lieutenant général du Roi in Guyenne hielt er 1573 den militärischen Druck auf die Hugenotten aufrecht.
Im Jahre 1578 verzichtete er auf den Titel des Admiral zugunsten seines Schwiegersohnes Charles II. de Lorraine, duc de Mayenne.
Der König verlieh ihm am 1. Januar 1579 den Orden eines Chevalier d’Ordre du Saint-Esprit.
Villars starb 1580 in Paris.

## Nachkommen
Honorat II. de Savoie war seit 1540 mit Jeanne-Françoise de Grailly-Foix verheiratet, ihr einziges Kind war Henriette de Savoie-Villars, verheiratet in erster Ehe mit Melchior des Prez, Seigneur de Montpezat, Sénéchal de Poitou (1525- † nach 1564), in zweiter Ehe mit Charles II. de Lorraine, duc de Mayenne.